# Louis Français
François-Louis Français (* 17. November 1814 zu Plombières-les-Bains; † 28. Mai 1897 in Paris) war ein französischer Holzschneider, Landschaftsmaler, Lithograf, Radierer und Zeichner.

## Leben
Français trat im Alter von 15 Jahren bei einem Buchhändler in Paris in die Lehre ein. Er sparte etwas Geld, um sich im Aktzeichnen ausbilden zu lassen. Anschließend fand er eine Anstellung bei François Buloz (1803–1877), der zu den Mitbegründern der Revue des Deux Mondes gehörte. Dieser versuchte vergeblich den Jungen von der Künstlerlaufbahn abzuraten. Ab 1834 wurde er im Atelier von Jean-François Gigoux in der figürlichen Malerei ausgebildet, wo er mit Henri Baron zusammentraf, mit dem er sich anfreundete. Er verdiente sich seinen Lebensunterhalt durch Illustrationen in Zeitschriften wie das Magazine pittoresque, das Periodikum Gil Blas oder Roland Furieux. Er interessierte sich jedoch mehr für die Landschaftsmalerei und verbrachte seine Freizeit malend an den Ufern der Seine. Im Jahr 1837 stellte er erstmals ein Bild Chansons sous les Saules im Pariser Salon aus, wobei es sich um eine Gemeinschaftsproduktion mit Baron handelte. 1838 zeigte er dort eine Szene aus Macbeth und im Jahr 1841 einen Jardin antique, der vom Museum in Plombières erworben wurde.
Er wurde durch Jean-Baptiste Camille Corot beeinflusst, der ihm Ratschläge erteilte und nach dessen Werken er zahlreiche Lithografien für die Sammlungen „Artistes contemporains“ und die „Artistes ancien et moderne“ herstellte. Er fertigte zudem Lithografien nach Werken von Louis Cabat, Narcisso Virgilio Díaz de la Peña, Jules Dupré, Prosper Marilhat und Théodore Rousseau, die der Schule von Barbizon angehörten.
Ab 1846 unternahm er eine vierjährige Studienreise nach Italien, wobei er sich hauptsächlich in Rom aufhielt. Dort schuf er zahlreiche Studien aus der Campagna Romana, teils als Federzeichnungen, teils in Tusche oder als Aquarell. Er verwendete einige davon später als Vorlagen für seine Gemälde. Weitere Werke entstanden nach Motiven aus der Bretagne, der Normandie, der Umgebung von Paris, der Provence oder dem Schweizer Jura. Auch Cannes und Nizza hatte er besucht, um dort zu malen. In späteren Jahren verbrachte er die Sommermonate in Clisson oder Plombières. Français verstand es sehr wohl, auch einfache Motive mit tüchtiger Zeichnung und wahrem Kolorit durchzuführen, liebte aber dabei doch einen gewissen idealen Zug, der bei den modernen Franzosen nicht häufig ist; seine italienischen Landschaften pflegten sich durch angemessene Stilisierung, der aber die Naturwahrheit nicht fehlte, hervorzuheben. Sein Streben ging dahin, die romantische mit der stilisierenden Naturauffassung zu verbinden, wobei er jedoch bisweilen in akademische Kälte verfiel.
Von 1837 bis 1897 beschickte er den Salon des Artistes français. Neben Lithografien fertigte er Holzschnitt- oder Stahlstichvignetten, so unter anderem für die Prachtausgabe von Jacques-Henri Bernardin de Saint-Pierres Roman Paul et Virginie aus dem Jahr 1836. Der Landschaftsmaler Charles Busson war einer seiner Schüler.

## Ehrungen
- 1848 Medaille 1. Klasse[4]
- 1853 Ritterkreuz der Ehrenlegion[4]

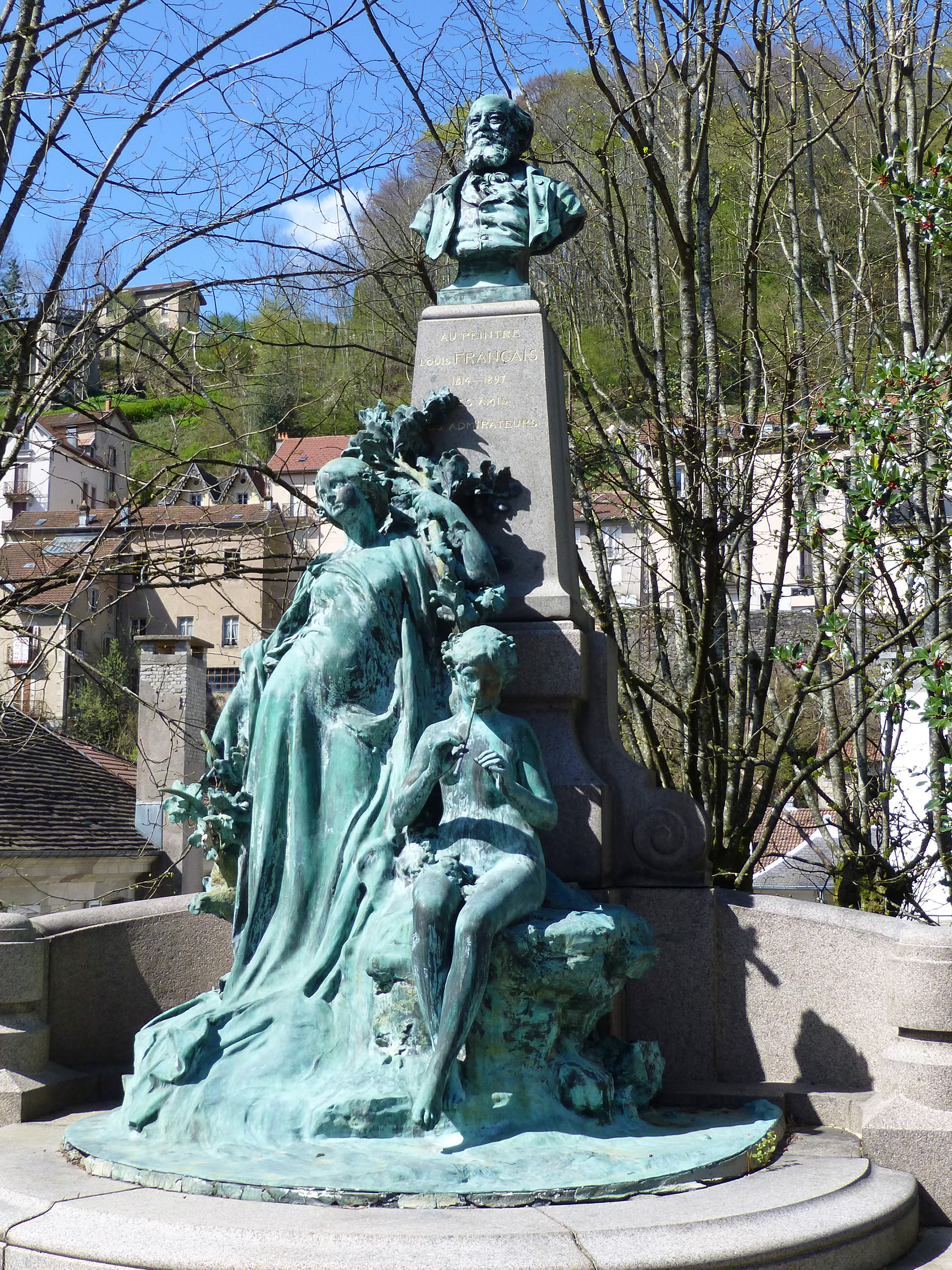
Monument Louis Français in Plombières

- 1867 Ernennung zum Offizier der Ehrenlegion[5]
- 1890 Mitglied der Académie des Beaux-Arts[1]
- 1901 wurde für ihn durch den Bildhauer Émile Peynot (1850–1932) ein Denkmal an der Square Louis-Français in seiner Geburtsstadt errichtet, das als Monument historique eingestuft wurde (Liste der Monuments historiques in Plombières-les-Bains).

## Werke (Auswahl)

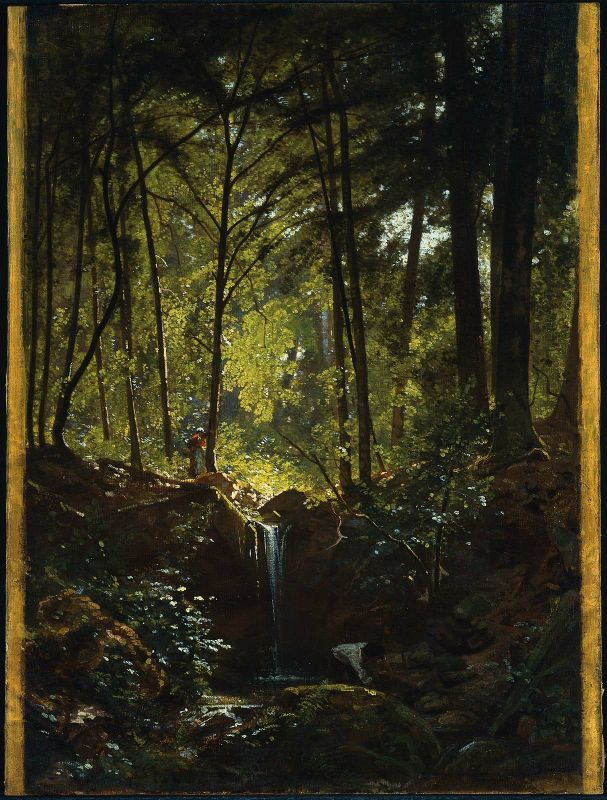
Bachlauf im Wald bei Plombières, Museum of Fine Arts, Boston

- Park von St.-Cloud, mit Figuren von Meissonier
- Sonnenuntergang in Italien (Galerie des Luxembourg)
- Umgebung von Rom 1853
- Ein Fußpfad im Feld 1855
- Ansicht bei Bas-Meudon 1861
- Orpheus am Grab der Eurydike 1863 (im Luxembourg)
- Der heilige Hain, Italienische Villa 1864
- Neue Ausgrabungen von Pompeji 1865
- Umgebung von Rom, Umgebung von Paris 1866
- Die Grumternte, Das Münsterthal 1868
- Der Montblanc 1869
- Motiv aus dem Thal von Sennheim, Daphnis und Chloe (Luxembourg), Erinnerung an Nizza 1872